# Might & Magic: Heroes VI
Might & Magic: Heroes VI este un joc video de strategie pe ture realizat pentru Microsoft Windows, al șaselea din seria Heroes of Might and Magic. Jocul a apărut pe 13 octombrie 2011, la sărbătorirea a 25 de ani a francizei Might and Magic. Jocul este dezvoltat de Black Hole Entertainment și distribuit de Ubisoft. A fost anunțat pe 17 august 2010 la Gamescom.

## Gameplay
Modul de joc din Heroes VI reprezintă o îndepărtare de stilul din primele cinci jocuri ale versiunii originale. Aproximativ jumătate din schema inițială, inclusiv vrăji, deprinderi, abilități, eroi, unități și clădiri vor fi prezente, iar cealaltă jumătate va fi inovatoare. De exemplu, fiecare facțiune are acum o singura clasă de erou unic (în loc de două tipuri de eroi ca înainte), iar eroul va fi adept uniform și al armelor și al magiei. Un alt exemplu este lipsa clădirii breslei de magie (magic guild), construcție obligatorie pe mai multe nivele în jocurile anterioare. În Heroes VI, nivelul clădirii de magie este înlocuit cu nivelul eroului de calificare, în timp ce vrăji noi sunt învățate numai în clădiri speciale aflate în afara orașului. Jocul va avea doar patru resurse colectabile (în loc de șapte): aur, lemn, minereu și cristale de sânge (engleză: Blood Cystals). Might & Magic: Heroes VI conține și modul multiplayer.

## Facțiuni
Există doar cinci facțiuni în Heroes VI: oameni (Haven), sanctuar (Sanctuary), infern (Inferno), necropola (Necropolis) și fortăreața (Stronghold). Primele două facțiuni sunt considerate bune. Următoarele două sunt considerate rele. Stronghold este considerat neutru.

### Haven
Prima facțiune este formată atât din oameni (cavaleri, preoți) cât și din creaturi mitologice: grifoni și îngeri. Ei au creat Sfântul Imperiu, cu capitala la Falcon’s Reach. 
Sunt luptători excelenți în defensivă și câștigă de multe ori pe termen lung prin rezistența lor sporită față de atacurile adversarilor. Sunt trupe extrem de rezistente, cu un moral foarte ridicat. Deficiențe militare: lupta corp la corp, lipsa de agresivitate.

### Sanctuary
Țara lor este Hashima, cu capitala la Nariya. 
Hashima este o națiune feudală, cu numeroase temple care se găsesc acolo unde sunt surse sau întinderi de apă. Luptători și călugări, țărani și poeți, toți se închină lui Shalassa, Zeița Dragon a apei, cea care le acordă puteri magice, având la bază acest element. Obiectivul Nagas este auto-perfecționarea și purificarea. Hashima este condusă de împărăteasa Eternal, cea care a deținut puterea timp de sute de ani. 
Generalii Sanctuarului sunt ca Maeștrii de Șah sau ca ucenicii lui Sun Tzu în Arta războiului. Ei își concentrează eforturile în principal asupra atacului.
Atuuri militare: unități echilibrate (în apărare/atac/fără slăbiciuni marțiale). Deficiențe militare: abilități limitate ca arcași, fără vindecare, trupe scumpe.

### Inferno
Țara lor este Sheogh (închisoarea de Foc) cu capitala la Ur-Hekal (Poarta Inimii de Foc).
Este o fracțiune de demoni, care au fost creați de Urgash, Dragonul Haosului, pentru a se lupta și a-i copleși pe copiii Dragonilor Elementaliști. Timp de secole ei au fost închiși în Sheogh, o închisoare mistică din lumea creată în centrul de foc al Ashan-ului. Ei cred că singura valoare morală semnificativă este libertatea individuală și, de aceea, nu simt nevoia de a-și justifica acțiunile lor. Din acest motiv sunt considerați ca fiind Răi și periculoși de către alte fracțiuni, ceilalți din Ashan preferând ca aceștia să fie blocați în tărâmul lor-închisoare. Cu toate acestea, există indivizi, printre aceste națiuni, care sunt seduși de această noțiune absolută a voinței libere gratuite mai presus de toate și sfârșesc prin a se închina la demoni. 
Întreaga națiune a demonilor este o armată. Fiecare trăiește numai pentru a lupta și a distruge. Fiecare individ este suficient de capabil să provoace un dezastru extraordinar de unul singur. Adunați împreună într-o armată disciplinată, ar fi aproape de neoprit. Din fericire pentru dușmanii lor, sunt destul de indisciplinați, iar demonii mai mici de multe ori trebuie să fie conduși de către alți demoni mai puternici.
Forțele militare au o magie mortală, rezistență de neegalat și tenacitate, norocul fiind întotdeauna de partea lor. Deficiențe militare: disciplina precară, moral instabil, foarte puține abilități de întrajutorare.

### Necropolis
Necromanții o venerează pe Asha, Dragonul primordial al Ordinii într-o versiune contorsionată a ei în care este considerată Moartea. Interpretarea lor privind zeița Asha este fanatică, venerând doar moartea și visând să atingă starea de ne-viață. Viața necromantului este ascetică până la extrem. Plăcerile senzuale sunt interzise, este dezaprobată orice fel de veselie sau de sărbătoare. Cetățenii vorbesc în șoaptă cu tonuri joase, nimeni nu se grăbește nicăieri și există foarte puține schimbări pe străzi de la zi la noapte. Cei care au sarcini de făcut le îndeplinesc în liniște și apoi se duc repede acasă la grupările lor sociale fără copii, numite familii în lipsa unui termen mai bun. Necromanții îți sărbătoresc aniversările lor în izolare și pocăință. Procrearea este, în general, considerată ca o distragere a atenției de la un lucru mai important de făcut.
La începutul jocului, Necropolis este o rasă aflată la începutul ascensiunii sale către putere, necromanții luptându-se pentru emanciparea de frații lor, Vrăjitorii celor Șapte Cetăți (Wizards of Seven Cities). Ei nu caută să convertească toate națiunile din Ashan la credința lor morbidă, nici să-i omoare pe toți și să-i transforme în morți-vii, mai degrabă ei caută să aibă un loc dominant în lume, ca protectori ai echilibrului dintre lumea vieții și cea a morții. Ei văd viitoarea Invazie a Demonilor ca pe o oportunitate de a-și sfinți ordinul lor religios și de a-și justifica existența între celelalte fracțiuni din Ashan.
Necropolis consideră că Un dușman mort este un aliat bun. Trupele sale sunt compuse în principal din unități de ne-morți marionete; schelete și fantome, controlate de necromanți, dar și de mai multe entități puternice cum ar fi vampiri si liches. Sunt lenți, dar literalmente de neoprit, deoarece uciderea a ceea ce este deja mort nu este o chestiune foarte ușoară și necesită mult timp. În timp ei erodează încet corpurile dușmanilor și le dominp spiritele.
Punctele forte sunt magia care poate slăbi și dispera inamicul precum și unitățile care nu obosesc și la care nu le scade moralul (deoarece nu cunosc ce este acesta). Deficiențe militare: mobilitate limitată, trupe lente, puține abilități de sprijin.

### Stronghold
Regatul lor se află pe insulele Pao (un arhipelag din Marea de Jad), capitala este Taumata-Kunyak. 
Deși orcii n-au nici un zeu, șamanii lor aduc un omagiu către Mama Pământ și către Tatăl din Cer, două spirite puternice pe care le întâlnesc atunci când călătoresc prin lumea viselor.
Prin combinarea sângelui de demon, a cărnii de om și a altor lucruri despre care nu spun nimic, Vrăjitorii din cele Șapte Orașe (Wizards of the Seven Cities) au creat o rasă mutant formată din trupe de șoc: Orcii. Pe jumătate frați cu demonii, orcii vor învinge în cele din urmă pe demoni și-i vor arunca înapoi în închisoare de unde au ieșit. Drept recompensă pentru actele lor de curaj extraordinar, popoarele din Ashan au decis să-i facă ... sclavi! În timpul celei de-a Doua Eclipse, Orcii și-au câștigat libertatea și s-au împărțit în trei triburi distincte: unii în nord-est, până la câmpiile din Ranaar, alții s-au exilat departe în sud, în deșerturile periculoase din Sahaar, iar restul au navigat spre sud-est, pe Marea de Jad, unde au întemeiat o țară în insulele Pao.
A trecut aproape un secol de când orcii și-au rupt lanțurile lor, conduși de Kunyak Eliberatorul. Cu toate acestea, libertatea lor este încă fragilă, iar cel mai mare pericol vine din interior. De la moartea lui Kunyak, națiunea Orcilor și-a pierdut unitatea și este acum împărțită în nenumărate triburi mici împrăștiate pe insule Pao. Triburile se luptă între ele și unele căpetenii fără scrupule își vând ca sclavi chiar și pe proprii semeni în schimbul puterii și averii.
Deviza lor la război este: Acționează rapid acum, gândește mai târziu!.
Orcii au fost creați ca trupe de șoc pentru lupta cu demonii, iar tacticile lor militare reflectă acest lucru. Cu armuri ușoare și puternic înarmați, ei se năpustesc direct spre inamic, bazându-se pe numărul lor, viteză, ferocitate și duritate pentru a rupe liniile armatei oponente, fără a avea prea multe victime. Datorită originile lor, orcii sunt în mod natural rezistenți la magie și, în special, la magia provocată de demoni (foc, posesie, iluzie ...). Forțele lor militare au ca atuuri puterea lor de atac, mobilitatea mare și protecția la magie. Deficiențe militare: abilități mici de suport, limitări tactice.

## Versiune Beta
Pe 24 mai 2011, a fost anunțat că versiunea alpha a jocului a fost realizată și că prima testare beta publică va începe în iunie. Pe 6 iunie, a fost confirmată data de 28 iunie.
Versiune Beta conține trei campanii singleplayer:
- Tutorial campaign: Griffin Bane
- Tutorial campaign: The Emperor’s Will
- Sanctuary campaign: The Fury and the Mire